# Józef Kalasanty Janiszewski
Józef Kalasanty Janiszewski (ur. 15 września 1895 w kolonii Ostrowy - Niemce pow. Będzin, zm. w kwietniu lub maju 1940 w Charkowie) – kapitan piechoty Wojska Polskiego, działacz niepodległościowy, ofiara zbrodni katyńskiej.

## Życiorys
Był synem Tomasza i Marianny z Marianowskich. Po ukończeniu 6 klas gimnazjum w Piotrkowie, uczęszczał do Wyższej Szkoły Technicznej we Wrocławiu. Pracował jako technik w fabryce w Genewie.

### I wojna światowa
Józef Janiszewski wstąpił 6 września 1914 do formowanego w Krakowie 2 Pułku Piechoty II Brygady Legionów Polskich. W składzie II batalionu uczestniczył w walkach w Karpatach, Galicji, Bukowinie i Besarabii. Następnie walczył na Wołyniu. Był trzykrotnie ranny. Po wycofaniu II Brygady z frontu pracował w biurze werbunkowym w Warszawie i odbył trzymiesięczny kurs oficerski w 5 pułku piechoty. W czasie kryzysu przysięgowego Józef Janiszewski, jak i inni żołnierze pułku pochodzący z Królestwa Polskiego, odmówił złożenia przysięgi na wierność Cesarzowi Niemieckiemu. 19 lipca 1917 został internowany w Szczypiornie, następnie w Łomży. Po zwolnieniu z internowania wstąpił na kurs wyszkolenia piechoty nr 4 w Zegrzu, następnie w Ostrowi. Kursy doprowadziły do sformowania w dniu 1 maja 1918 1 pułku piechoty Polskiej Siły Zbrojnej.

### Walka o granice

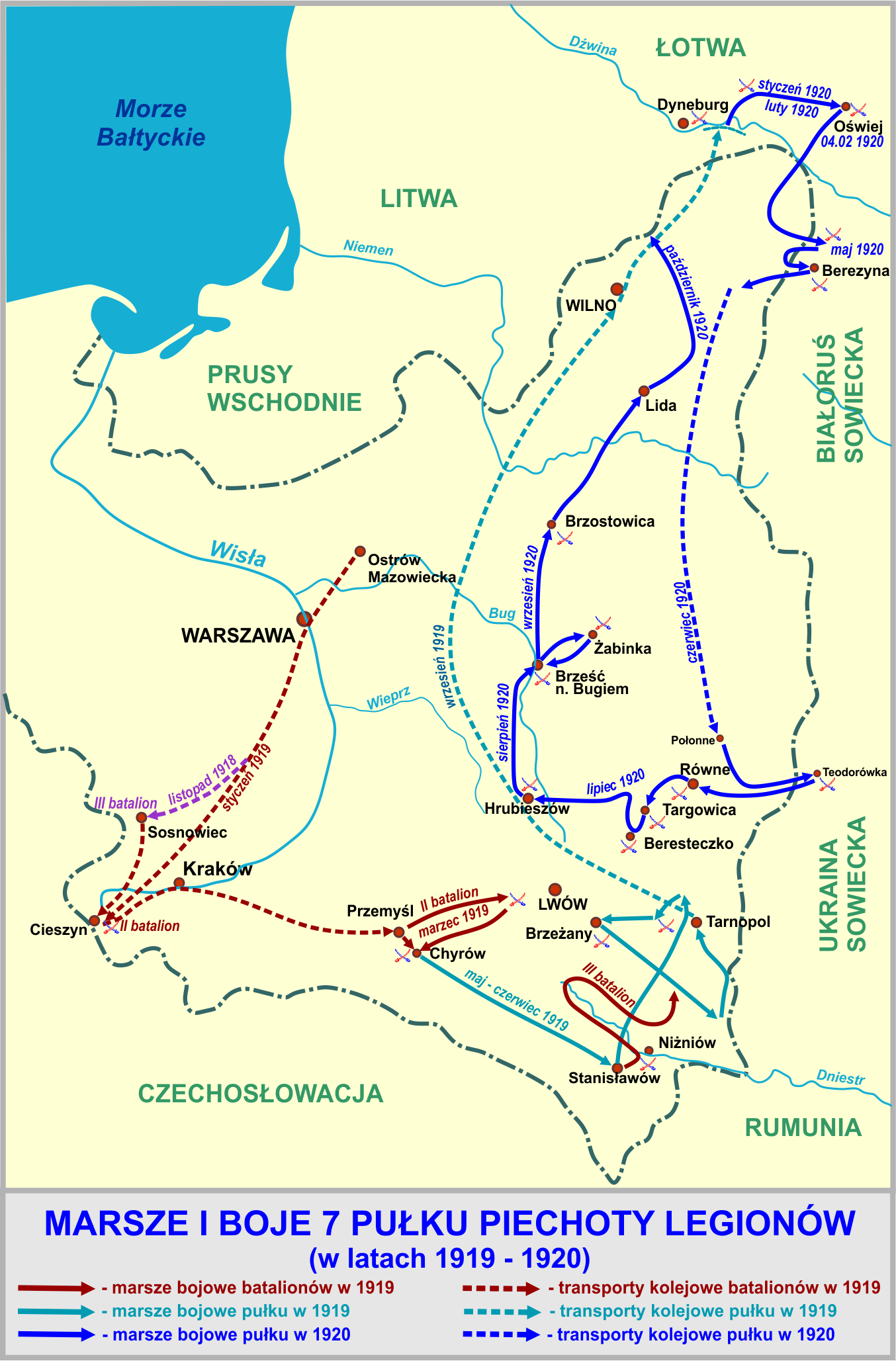

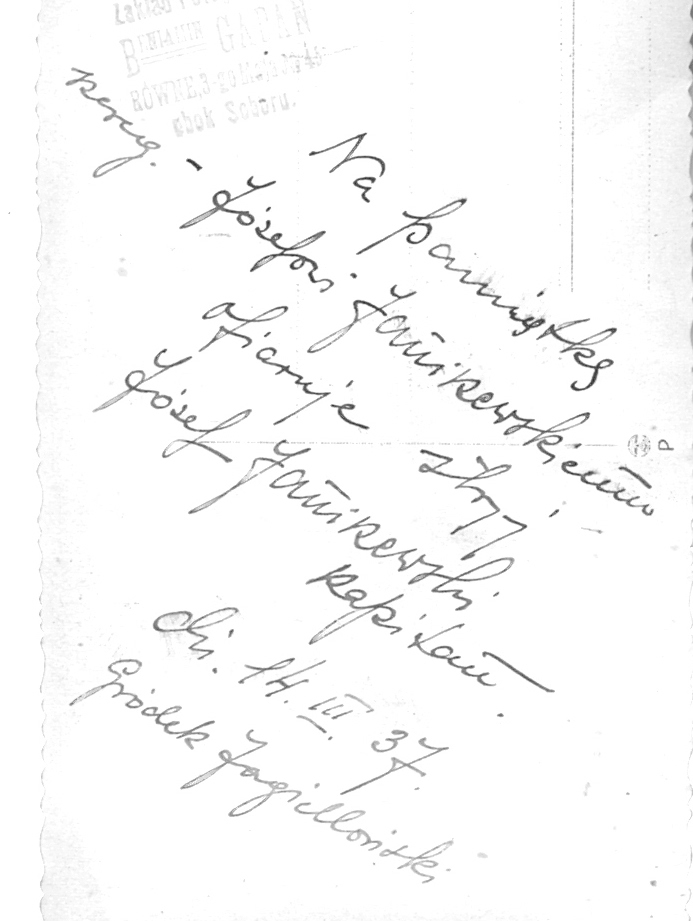
Dedykacja kpt. Janiszewskiego dla bratanka

W listopadzie 1918 1 pułk piechoty wziął udział w rozbrojeniu oddziałów niemieckich w Warszawie, Ostrowi i Małkini. Podczas reorganizacji WP po odzyskaniu niepodległości, nazwa pułku została zmieniona na 7 Pułk Piechoty Legionów. Z III batalionem 7 Pułku Józef Janiszewski brał udział w odparciu ataku wojsk czeskich na Śląsk Cieszyński. Następnie uczestniczy w ofensywie skierowanej przeciw wojskom ukraińskim w Galicji Wschodniej. W sierpniu 1919 pułk zostaje przemieszczony na północ i uczestniczy w walkach nad Dźwiną i zdobyciu Dyneburga. Jako adiutant batalionu Józef Janiszewski walczył w kontrofensywie majowej Frontu Litewsko-Białoruskiego nad Berezyną. W czerwcu 1920 pułk został przeniesiony na front południowo-wschodni (okolice Równego) w celu opóźnienie ofensywy armii konnej Budionnego. W sierpniu 1920 plutonowy Józef Kalasanty Janiszewski zostaje skierowany do Wielkopolskiej Szkoły Podchorążych Piechoty w Bydgoszczy.

### Okres międzywojenny
Zwolniony z wojska w 1921 został zweryfikowany jako podporucznik rezerwy piechoty. Zamieszkał w Felicjanowie koło Święcian i założył rodzinę. W 1925 powołany do służby czynnej i mianowany z dniem 1 marca tego roku porucznikiem piechoty, służył w 1 kompanii ckm 84 pułku piechoty. Od 1 kwietnia 1930 oficer wywiadu Korpusu Ochrony Pogranicza, w Batalionach „Żytyń”, „Sienkiewicze”i w Kwaterze Głównej Dowództwa KOP. Awansowany 1 stycznia 1933 na kapitana piechoty. Od 1937 był adiutantem 26 pułku piechoty. W marcu 1939 był dowódcą plutonu łączności tego pułku.

### II wojna światowa
Po wybuchu wojny 1939 pierwszy rzut pułku został przetransportowany w okolice Warszawy i walczył w obronie stolicy. Z nadwyżek rezerwistów zorganizowano 2 improwizowane bataliony, które włączyły się do obrony Lwowa. Prawdopodobnie z nimi przybył do Lwowa Józef Janiszewski, który od 15 września sprawował funkcję oficera informacyjnego (wywiad i kontrwywiad) Oddz. II Dowództwa Grupy Obrony Lwowa. 22 września miasto zostało oddane Armii Czerwonej. Warunki kapitulacji zapewniały wolność osobistą oficerów. Sowieci złamali warunki kapitulacji. Józef Janiszewski trafił wraz z innymi oficerami do niewoli sowieckiej. Wywieziono ich do obozu jenieckiego w Starobielsku, skąd w kwietniu i maju 1940 byli przewożeni do siedziby NKWD w Charkowie i tam zabijani strzałem w tył głowy. Grzebano ich w bezimiennych mogiłach zbiorowych w Piatichatkach, gdzie od 17 czerwca 2000 mieści się oficjalnie Cmentarz Ofiar Totalitaryzmu w Charkowie. Figuruje na Liście Starobielskiej NKWD pod poz. 3965.

## Rodzina
Żona Melania z Czumakowów (1903-?, ślub 10 lutego 1923) i córka Alina (1924-?) zostały deportowane w głąb ZSRR. Do Polski wróciły w 1946. Brat Antoni (1897–1971) też był żołnierzem 2 Pułku Piechoty LP. Brat żony, Paweł Czumakow-Czumakowski, aspirant Policji Państwowej, został zamordowany przez NKWD w Twerze.

## Ordery i odznaczenia
- Krzyż Niepodległości – 4 lutego 1932 „za pracę w dziele odzyskania niepodległości”[15]
- Krzyż Walecznych[16]
- Srebrny Krzyż Zasługi[16]
- Medal Pamiątkowy za Wojnę 1918-1921[9]
- Medal Dziesięciolecia Odzyskanej Niepodległości[9]
- Medal 10 Rocznicy Wojny Niepodległościowej
- Odznaka za Rany i Kontuzje z trzema gwiazdkami
- Odznaka II Brygady Legionów Polskich
- Odznaka Pamiątkowa Więźniów Ideowych

## Upamiętnienia

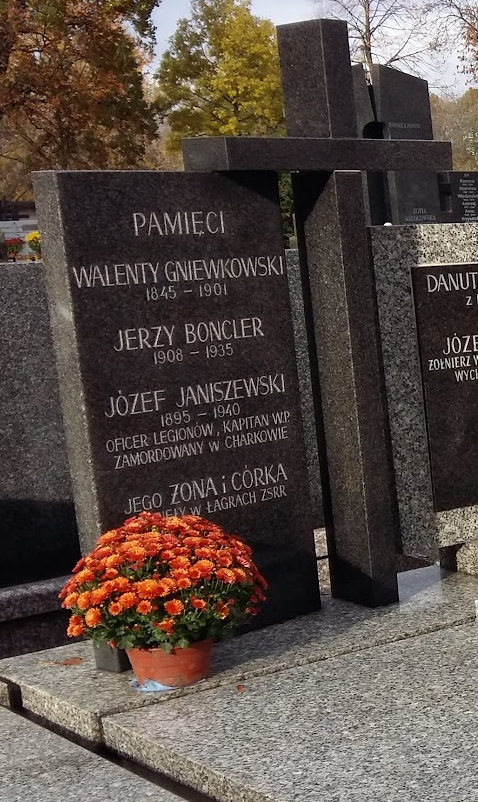
Nieistniejący grób symboliczny na Starych Powązkach w Warszawie

Minister obrony narodowej Aleksander Szczygło decyzją nr 439/MON z dnia 5 października 2007 mianował pośmiertnie 7842 oficerów na wyższe stopnie. Awanse odczytano 9 i 10 listopada 2007 w Warszawie w trakcie uroczystości „Katyń Pamiętamy – Uczcijmy Pamięć Bohaterów”. Awansowany pośmiertnie na majora Józef Kalasanty Janiszewski znajduje się na pozycji 1235 listy.
Po obu stronach alei głównej cmentarza wojskowego w Charkowie ułożone są żeliwne tablice epitafijne z informacją o stopniu wojskowym, imieniu i nazwisku, dacie i miejscu urodzenia ofiary zbrodni NKWD. Cmentarz został uszkodzony w 2022 podczas rosyjskiej agresji na Ukrainę.
Epitafium Katyńskie w Muzeum Katyńskim. Na 15 tablicach wyryto nazwiska blisko 22 tysięcy ofiar zbrodni.

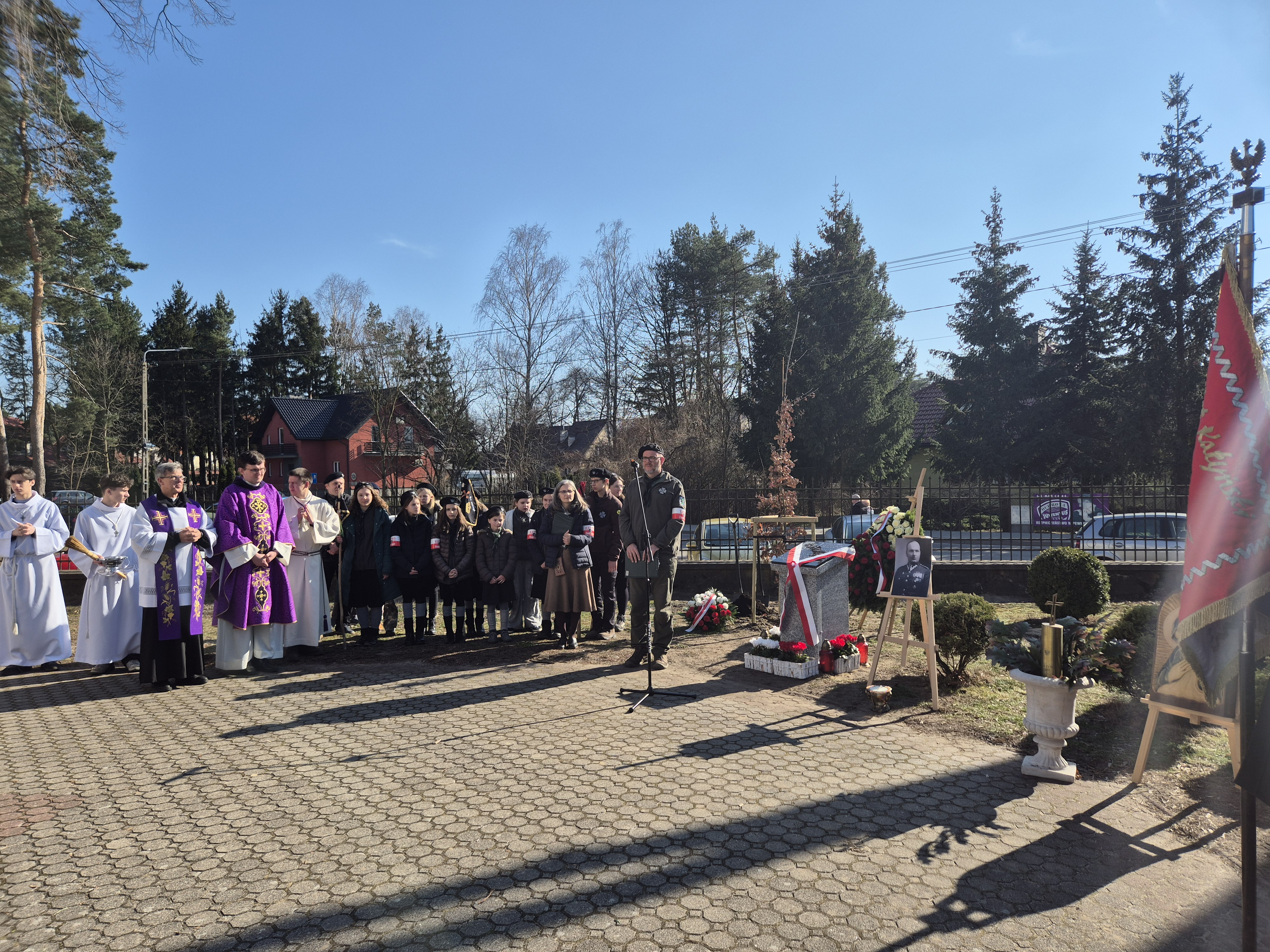
Uroczystość posadzenia Dębu Pamięci w Wiązownie

W Kaplicy Katyńskiej katedry polowej Wojska Polskiego w Warszawie znajduje się około 15 tysięcy tabliczek z nazwiskami oficerów WP i polskich policjantów zamordowanych przez NKWD w Katyniu, Miednoje i w Charkowie.

Na Cmentarzu Powązkowskim w Warszawie znajdował się grób symboliczny Józefa Kalasantego Janiszewskiego, który powstał staraniem jego bratanka, Józefa Janiszewskiego (kwatera 92-5-5,6). Tablica pamiątkowa została usunięta w 2018.
W ramach programu „Katyń… ocalić od zapomnienia” 16 marca 2025 przy kościele świętego Wojciecha Biskupa i Męczennika w Wiązownie został posadzony Dąb Pamięci dla uhonorowania Józefa Kalasantego Janiszewskiego .